# Pablo Crer
Pablo Crer (12 de junho de 1989) é um voleibolista profissional argentino.

## Carreira
Pablo Crer é membro da seleção argentina de voleibol masculino. Em 2016, representou seu país nos Jogos Olímpicos de Verão no Rio de Janeiro, que ficou em quinto lugar.